# Rudolf Baudis
Rudolf Baudis (12. dubna 1947, Praha – 30. října 2004) byl československý atlet, který se věnoval skoku do výšky.

## Sportovní kariéra
S atletikou začínal ve Spartaku Sokolovo (1960–1969), později závodil za Duklu Praha (1970) a Spartu ČKD Praha (1971–1982).
Prvního úspěchu dosáhl na druhém ročníku evropských juniorských her (předchůdce mistrovství Evropy juniorů v atletice) v Oděse v roce 1966, kde vybojoval výkonem 203 cm bronzovou medaili. Zúčastnil se rovněž prvého ročníku ve Varšavě v roce 1964, kde obsadil 9. místo (190 cm).
Dvakrát se kvalifikoval na ME v atletice (Budapešť 1966, Athény 1969). V roce 1967 získal na druhých evropských halových hrách v Praze (předchůdce halového mistrovství Evropy v atletice) výkonem 211 cm další bronzovou medaili. Na prvním ročníku EHH 1966 v Dortmundu skončil těsně pod stupni vítězů, na 4. místě.
V roce 1971 se umístil na halovém ME v Sofii na sedmém místě (211 cm). Na následujícím halovém evropském šampionátu ve francouzském Grenoblu o rok později skončil devátý. Dvakrát posunul hodnotu československého rekordu (1965 – 212 cm, 1969 – 216 cm) a dvakrát se stal vítězem mítinku Novinářská laťka.

## Soukromý život
V letech 1993–1998 byl šéfredaktorem časopisu ABC. Později psal mj. články do časopisu Naše rodina.
Zahynul ve věku 57 let. Při automobilové nehodě zemřela také jeho žena Věra.